# Martin Donovan
Martin Donovan, właściwie Martin Paul Smith (ur. 19 sierpnia 1957 w Los Angeles) – amerykański aktor filmowy, telewizyjny i teatralny. Znany z występów w filmach: Portret damy (1996), Wojna płci (1998) i Amator (1994) oraz Collaborator (2011). Za rolę Petera Scottsona w pierwszym i drugim sezonie serialu stacji Showtime Trawka zdobył w 2007 nominację do Nagrody Gildii Aktorów Filmowych.

## Życiorys

### Wczesne lata
Urodził się w Reseda, w dzielnicy Los Angeles w rodzinie katolickiej jako syn Agnes Mary (z domu Regan) i Gayne’a Paula Smitha. Pierwszą rolę odegrała w licealnej produkcji Bye Bye Birdie. Po ukończeniu katolickiej Crespi Carmelite High School w Encino, studiował grę aktorską w Los Angeles Pierce College w Woodland Hills i American Theatre of Arts w Los Angeles, gdzie wystąpił w sztukach Richard's Cork Leg Brendana Behana i Private Life of Master Race Bertolda Brechta. 

### Kariera
W 1982 po raz pierwszy wystąpił gościnnie na szklanym ekranie jako Jeff Newman w jednym z odcinków opery mydlanej ABC King's Crossing z udziałem Bradforda Dillmana i Lindy Hamilton. W 1983 wraz z przyszłą żoną Vivian Lanko przeprowadził się do Nowego Jorku, gdzie podejmował się różnych prac, takich jak zakładanie draperii w celu utrzymania rodziny. Dołączył na off-Broadway do Cucaracha Theatre na Greenwich Street. Wkrótce zadebiutował w roli Josha w dramacie kryminalnym Hard Choices (1985) u boku Johna Saylesa i J.T. Walsha. Następnie zagrał detektywa Rogena w dwuczęściowym dramacie telewizyjnym CBS Na prośbę matki (At Mother's Request, 1987) opartym na prawdziwej historii ze Stefanie Powers. 
Za drugoplanową rolę Ralpha Touchetta w ekranizacja powieści Henry’ego Jamesa Portret damy (The Portrait of a Lady, 1996) w reżyserii Jane Campion zdobył nagrodę amerykańskiej organizacji krytyków filmowych. Wcielił się w postać Johna F. Kennedy’ego w filmie telewizyjnym RFK (2002) z Linusem Roache, Davidem Paymerem i Jamesem Cromwellem.
W 2012 zadebiutował jako reżyser i scenarzysta komedii Współpracujący redaktor (Collaborator), za którą otrzymał nagrodę na festiwalu w Karlowych Warach. Za występ w komediodramacie kryminalnym Paula Thomasa Andersona Wada ukryta (2014) wg powieści Thomasa Pynchona wraz z całą ekipą filmową podczas Independent Spirit Awards odebrał nagrodę Roberta Altmana. Zagrał rolę Mitchella Carsona w Ant-Manie (2015) i Jacka Lanahana w kanadyjskim dramacie Indian Horse (2018) z Michielem Huismanem. W komediodramacie Sztuka ścigania się w deszczu (The Art of Racing in the Rain, 2019) pojawił się u boku Kevina Costnera, Milo Ventimiglii i Amandy Seyfried.

## Życie prywatne
W 1984 ożenił się z aktorką Vivian Lanko. Mają dwóch synów: Micaha i Austina. Mieszkają w Vancouver w Kanadzie.

## Filmografia

### Filmy
- 1992: Malcolm X jako agent FBI
- 1994: Amator jako Thomas Ludens
- 1996: Portret damy jako Ralph Touchett
- 1998: Pełnia życia jako Robert Nelson
- 1998: Wojna płci jako Bill Truitt
- 1999: Oniegin jako Książę Nikitin
- 2002: Bezsenność jako detektyw Hap Eckhart
- 2003: Agent Cody Banks jako dr Connors
- 2003: Odmienne stany moralności jako Harry Pollard
- 2004: Wszyscy święci! jako Pastor Skip
- 2005: W ciszy jako Paul Deer
- 2006: Nawiedzenie Matki Boskiej jako Travis Jordan
- 2006: Strażnik jako William „Bill” Montrose
- 2007: Mroźny wiatr jako policjant patrolujący na autostradzie
- 2009: Udręczeni jako Peter Campbell
- 2010: Bez reguł jako Jack Saunders
- 2011: Współpracujący redaktor (Collaborator) jako Robert Longfellow
- 2012: Silent Hill: Apokalipsa jako Douglas Cartland
- 2014: Sabotaż jako Floyd Demel
- 2014: Wada ukryta jako Crocker Fenway
- 2015: Ant-Man jako Mitchell Carson
- 2019: Sztuka ścigania się w deszczu (The Art of Racing in the Rain) jako Maxwell

### Seriale TV
- 1993: Przygody Piotrków
- 2001: Pasadena jako Will McAllister
- 2003: Prawo i porządek: sekcja specjalna jako Archibald Newlands
- 2003: CSI: Kryminalne zagadki Las Vegas jako Howard Delhomme
- 2005: Trawka jako Peter Scottson
- 2006: Prawo i porządek jako Robert White
- 2007: Zaklinacz dusz jako Tom Gordon
- 2007: Mistrzowie horroru jako Cliff Addison
- 2011: Boss jako Ezra Stone
- 2011: Homeland jako Leland Bennett
- 2016: DC’s Legends of Tomorrow jako Zaman Druce
- 2017: Zabójcza broń jako Grant Davenport